# Labanda affinis
Labanda affinis är en fjärilsart som beskrevs av Gustaaf Hulstaert 1924. Labanda affinis ingår i släktet Labanda och familjen trågspinnare. Inga underarter finns listade i Catalogue of Life.